# Cossetània Edicions
Cossetània Edicions és una editorial amb seu a Valls (Alt Camp), que es va fundar l'any 1996.
Malgrat que l'editorial té un caràcter generalista, destaquen en el seu catàleg col·leccions com Azimut (guies d'excursions), El Cullerot (llibres de cuina), Memòria del segle XX (llibres d'història), L'Aixecador (llibres de temàtica castellera), La Creu de Terme (monografies locals), Notes de color (narrativa), Prisma (assaig), entre d'altres. L'any 2008 ha iniciat la Biblioteca Narcís Oller on es publicarà tota l'obra d'aquest autor i la col·lecció Biblioteca de Tots Colors, dedicada a clàssics catalans. L'editorial compta amb un catàleg de prop de 600 títols.
També el 2008, l'editorial va començar a publicar l'obra completa de l'escriptor Artur Bladé i Desumvila, un projecte que ha comptat amb el suport de la Institució de les Lletres Catalanes i la Diputació de Tarragona, començant així la important tasca de recuperació d'un escriptor provinent de les Terres de l'Ebre. L'obra completa compta amb 10 títols i fou feta "en reconeixement de la seva tasca com a escriptor i cronista de l'Ebre i memorialista de l'exili." Aquest projecte està catalogat per la Institució de les Lletres Catalanes com a "Edició d'obres d'especial interès cultural en català i occità"
Alguns dels autors que han publicat llibres amb Cossetània són: Remei Ribas (L'Àvia Remei), Mariona Quadrada, Rafael Vallbona, Pere Tàpias, Francesc Murgadas, Jaume Fàbrega, Eliana Thibaut i Comelade, Joaquim Roglan, Jaume Grau i Masbernat, Josep Bargalló, Teresa Pàmies, Artur Bladé, Margarida Aritzeta, Jordi Cervera, Lluís Gavaldà, Joan Reig, Martí Gironell, Josep-Lluís Carod-Rovira, Xavier Graset, Klaus-Jürgen Nagel, Celdoni Fonoll, Jaume Mestres, Carme Queralt Tomàs, Gessamí Caramés i Núñez, Teresa Costa-Gramunt, Roser Amills, Ofèlia Dracs, Vicent Pellicer Ollés, Mireia Vancells, Toni Llobet, Enric Ballesteros, Cecília Lorenzo Gibert, Zoraida Burgos, Carme Meix, Gerard Vergés, Cinta Mulet Grau, Jaume Sañé i Pons, etc.
Un altre projecte interessant que ha publicat l'editorial és Cuba a Catalunya. El llegat dels indians, de la periodista Tate Cabré. Aquest llibre va ser presentat al Palau Moja de Barcelona el 31 de gener del 2008.